# Caloptilia porphyranthes
Caloptilia porphyranthes là một loài bướm đêm thuộc họ Gracillariidae. Loài này sinh sống ở Namibia và Nam Phi.